# Обсада на Верона
Обсадата на Верона през 541 г. се води през Готската война (535 – 554). Завършва с победа на остготите.
Проведена е от Остготското кралство с крал Тотила срещу войската на източноримския император Юстиниан I от 12 000 души с командири на византийците Йоан, Беса, Виталий, Константиан, Александър и персиеца Артабаз. Завършва с победа на остготите (5000), които завземат Верона. Византийците се оттеглят през река По и преживяват през пролетта на 542 г. решителна загуба в битката при Фавенция (днес Фаенца).